# Melanostigma atlanticum
Melanostigma atlanticum és una espècie de peix de la família dels zoàrcids i de l'ordre dels perciformes.

## Morfologia
- Els mascles poden assolir 15 cm de longitud total.[4][5]

## Alimentació
Menja foraminífers, copèpodes i ostracodes.

## Hàbitat
És un peix marí i d'aigües profundes que viu entre 400-1.853 m de fondària.

## Distribució geogràfica
Es troba a l'Atlàntic nord-occidental (des de Nova Brunswick -el Canadà- fins a Virgínia -els Estats Units-), l'Atlàntic oriental (la costa occidental d'Escòcia i entre Cap Blanc -Mauritània- i les Illes Canàries) i la Mediterrània (el Golf de Gènova i la península Ibèrica).

## Observacions
És inofensiu per als humans.